# 鄒語群
鄒語群（Tsouic、Cou）或稱曹語群是台灣原住民使用的台灣南島語言之一，分布在台灣中南部的南投縣、嘉義縣、高雄市等地山區。學者將此語群又分為北鄒語群和南鄒語群。北鄒語群即通稱爲鄒語，又稱「阿里山鄒語」；南鄒語群又分為卡那卡那富語(Kanakanavu)和拉阿魯哇語(Hla'alua)。南鄒語群的卡那卡那富語和拉阿魯哇語音位數在台灣南島語中是最少的，只有13個輔音和4個元音。(Blust 2009:165).而這兩個語言也高度瀕危，因為多數語者都已轉用布農語或台灣華語。
日本學者土田滋於1975年發表古鄒語音韻系統的重建,這個重建獲得白樂思 (Blust 1999)和李壬癸 (Li 2008)的支持。然而張永利 (Chang 2006)和羅斯(Ross 2009)認為鄒語群並非一個有效的分群；羅斯將南鄒群的兩個語言置於核心南島語 (Nuclear Austronesian) 之下，並認為（北）鄒語為南島語較早期的一個分支。

## 族群與爭議
拉阿魯哇族於 2009年由高雄縣議員謝貴來與桃源鄉鄉長謝垂耀發起正名運動，爭取為獨立族群不再托付於鄒族之下。拉阿魯哇族與卡那卡那富族分別於2014年6月26日正式獨立為族。。

## 鄒語音韻
1975年土田滋在耶魯大學完成的博士論文「古鄒語音韻的構擬」（Reconstruction of Proto-Tsouic Phonology），是迄今最詳盡完備的鄒語群語音史的著作。
從原始南島語至鄒語發生下列幾項音變(Li 2008:215)。
- *C, *d > c
- *y > 原始鄒語 *z
- *R > r

## 延伸閱讀
- Tsuchida, S. (1976). Reconstruction of Proto-Tsouic phonology. [Tokyo: Institute for the Study of Languages and Cultures of Asia and Africa, Tokyo Gaikokugo Daigaku.
- Chang, Henry Yungli (2006). "Rethinking the Tsouic Subgroup Hypothesis: A Morphosyntactic Perspective." In Chang, H., Huang, L. M., Ho, D. (eds.). Streams converging into an ocean: Festschrift in honor of Professor Paul Jen-Kuei Li on his 70th birthday. Taipei: Institute of Linguistics, Academia Sinica.